# هلفيلة حرجية
هلفيلة حرجية (الاسم العلمي: Helvella silvicola) هي نوع من الفطريات يتبع جنس الهلفيلة من الفصيلة الهلفيلية.